# Flughafen Crotone

i7
i11
i13
Der Flughafen Crotone (ital.: Aeroporto “Pitagora” di S. Anna di Crotone, IATA-Code: CRV, ICAO-Code: LIBC) ist der kleinste der drei Verkehrsflughäfen der süditalienischen Region Kalabrien.

## Lage und Bezeichnung
Der Flughafen liegt in der Provinz Crotone, 15 km südwestlich der Hafenstadt Crotone auf dem Gebiet der Gemeinde Isola di Capo Rizzuto bei der Ortschaft Sant’Anna. Benannt ist er nach dem griechischen Philosophen Pythagoras, der in Crotone eine Schule gründete. Der Flughafen untersteht der Luftfahrtbehörde ENAC, betrieben wird er von der regionalen Flughafengesellschaft Società Aeroportuale Calabrese S.p.A.

## Regionales Verkehrskonzept
Während der Flughafen Reggio Calabria den westlichen Teil Kalabriens abdeckt und der verkehrsreichere Flughafen Lamezia Terme für die nördliche tyrrhenische Küste gedacht ist, soll der Flughafen Crotone der besseren Verkehrsanbindung und der touristischen Entwicklung der Südküste am Ionischen Meer dienen. In den letzten Jahrzehnten ist es jedoch nicht gelungen, aus dem Schatten des benachbarten Lamezia Terme herauszutreten. Bis zum Jahr 2020 betrug das Passagieraufkommen in Crotone nie mehr als 200.000 jährlich.

## Fluggesellschaften
Seit 2014 bedient Ryanair den Flughafen. Ziele sind Mailand-Bergamo, Turin, Bologna und Venedig-Treviso. 
In den Sommermonaten ist auch die Allgemeine Luftfahrt und Charterfluggesellschaften von Bedeutung.
Seit Oktober 2023 bedient die italienische Fluggesellschaft SkyAlps den Flughafen mit der Verbindung nach Rom.

## Geschichte
Der Flughafen wurde am 5. September 1941 als Militärflugplatz eröffnet und im Zweiten Weltkrieg durch alliierte Luftangriffe weitgehend zerstört. In der Umgebung richtete man während des Krieges vier Feld- oder Satellitenflugplätze bei Bosco Lago, Giammiglione, Rocca di Neto und Rositello ein, die dann ebenfalls aufgegeben wurden. Der Hauptflugplatz nahm den Betrieb in den 1960er Jahren wieder auf und wurde in den Jahren danach von einigen wenigen Charter-Fluggesellschaften angeflogen. Inlandsflüge mit kleineren Regionalflugzeugen führte zunächst Itavia durch. Der Flughafen wurde Ende der 1970er Jahre stillgelegt, dann vom örtlichen Aeroclub wiederbelebt. Alitalia flog den Flughafen sporadisch an. 1996 versuchte ein kalabresischer Unternehmer mit seiner Fluggesellschaft Minerva Airlines hier sein Glück, er scheiterte jedoch 2003. Neben dem Flugplatz wurde eine Flüchtlingsunterkunft eingerichtet.
Ende der 1980er Jahre gab es konkrete Pläne, den Flughafen Crotone zu einem Militärflugplatz für die United States Air Force umzubauen. Die Bauaufträge waren teilweise bereits unterzeichnet. Ein im spanischen Torrejón stationiertes Geschwader (401st Tactical Fighter Wing) mit 72 F-16 Kampfflugzeugen sollte nach Crotone verlegt werden. Wegen der neuen weltpolitischen Lage beschloss man dann schließlich die Auflösung des Geschwaders, beziehungsweise eine teilweise Verlegung ins norditalienische Aviano.